# Ion Codru-Drăgușanu
Ion Codru-Drăgușanu (n. 9 noiembrie 1818., la Drăguș, Comitatul Făgăraș, Marele Principat al Transilvaniei, Imperiul Austriei, azi județul Brașov, România – d. 26 octombrie 1884, Sibiu, Regatul Ungariei) a fost un scriitor român, memorialist, călător, participant la Revoluția de la 1848 - 1849, vicecăpitan al Comitatului Făgăraș. A fost străbunicul matern al deputatului Ion Rațiu.

## Biografie
Ion Codru Drăgușanu s-a născut în anul 1818, la Drăguș, Brașov, în Comitatul Făgăraș, azi în județul Brașov.
A fost fiul lui Adam Plăiaș Codru sau Adam al lui German (scriitorul însuși va semna la început Ioanne Germaniu Codru) și al
Asineftei (n. Trîmbițaș). Se trage dintr-o familie de țărani grăniceri, înnobilată pe vremea Susanei Lorantfi. A studiat la
școala din sat, la Școala Grănicerească Germană din Viștea de Jos și a urmat un semestru la Colegiul „Sf. Sava” din București, fiind însă mai mult un autodidact. Plecat din Transilvania în 1835, între 1838 și 1846 face mai multe călătorii în Europa, după care funcționează ca institutor la Ploiești (1846-1848) și îndeplinește diverse funcții administrative în Transilvania, culminând cu cea de vicecăpitan al districtului Făgăraș (1863-1880).
Participant la revoluția de la 1848 în Țara Românească, deputat de Hațeg în Dieta de la Sibiu (1863-1864), secretar al Comitetului Școlar Grăniceresc (1880-1884), vicepreședinte al Despărțământului Făgăraș al Astrei. Prima sa lucrare tipărită este un Cuvânt scolastic, apărută în ziarul Universul (1848). A mai colaborat la Foaie pentru minte, inimă și literatură, Concordia, Albina, Telegraful român, Federațiunea, Gazeta Transilvaniei, Familia, Transilvania. 
Reputația sa literară a fost întemeiată de Peregrinul transelvan (1865), unul dintre cele mai interesante jurnale de
călătorie ale epocii postpașoptiste.
A decedat la 25 octombrie 1884, la Sibiu, după o boală de rinichi.
A fost înmormântat în cimitirul Bisericii din Groapă din Sibiu, mormântul său fiind înscris în Lista monumentelor istorice din județul Sibiu din anul 2015 cu codul  SB-IV-m-B-12607. 

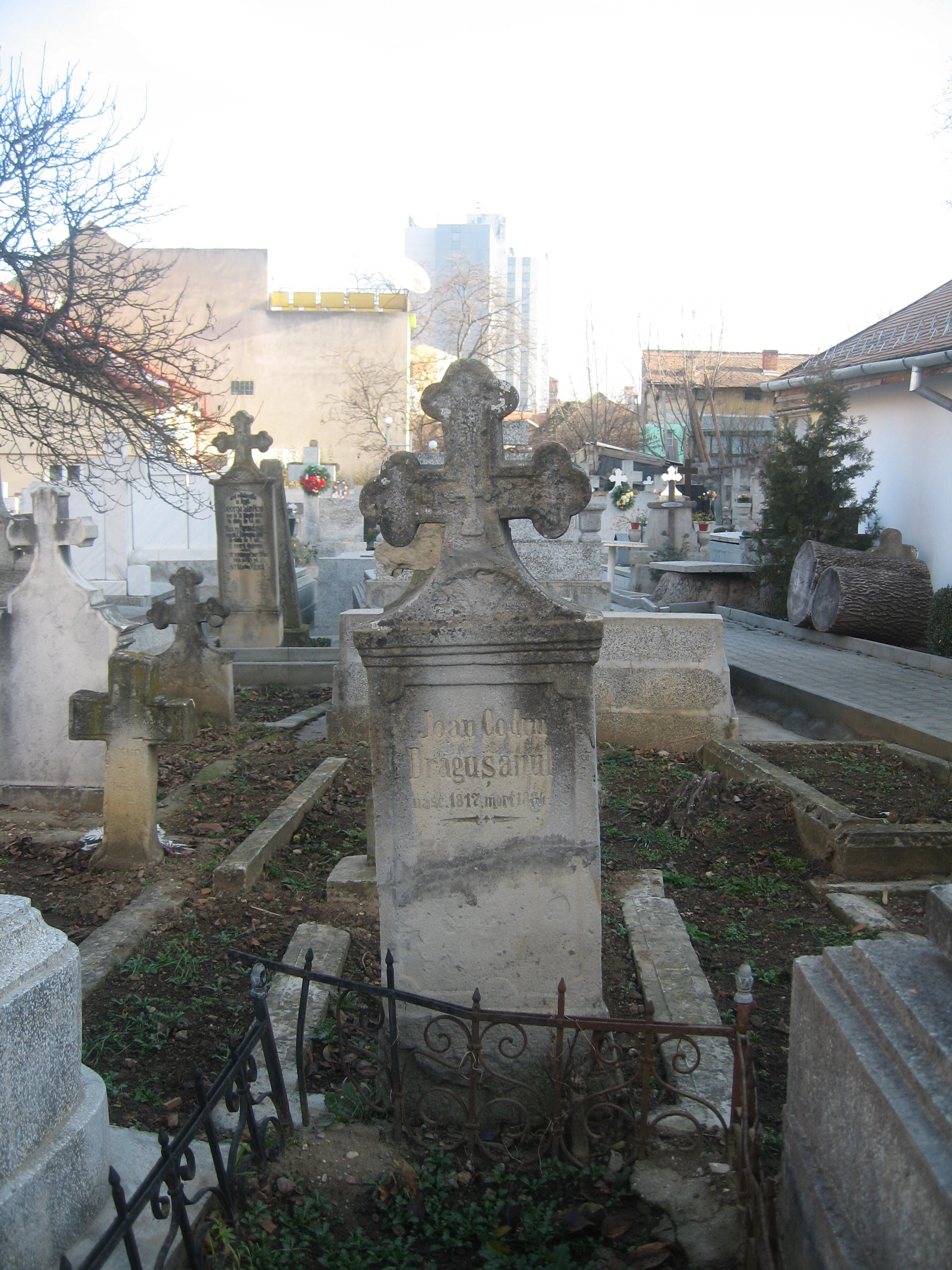
Mormântul scriitorului Ion Codru-Drăgușanu

## Operă
A scris într-o „românească latinizată”.
- Câteva epistole ale unui peregrin transilvan, revăzute și ajustate după 25 de ani, publicate în „Foișoara” „Concordia” din Budapesta, începând din luna martie 1863 până în ianuarie 1864.
- Lucrarea a fost publicată apoi în volum, cu titlul: Peregrinulu transelvanu sau Epistole scrise de tinere straine unui amicu in patria, de la anulu 1835 pana inchisive 1844. La S. Filtsch, Sibiu, 1865.

Este de remarcat că între cele două versiuni există multe deosebiri, chiar importante, unele de cuprins ori de distribuție a materialului în capitole, altele de exprimare.

### Alte lucrări
- Rudimentele gramaticei române. Estrase din Tentamen criticum, cu adaos de regule simple și diverse anotăciuni pentru uzul școlarilor începători, București, 1848;
- Regulamente pentru vătășii și decurii proieptate a se introduce în comunitățile districtului Țării Făgărașului, Sibiu, 1864;
- Banditul fără voie, Graz, f.a.;
- Călătoriile unui român ardelean: în țară și străinătate: (1835-44), retipărită la Cultura Neamului Românesc, București, 1924 [4][5]

## Cinstirea lui Ion Codru-Drăgușanu
- Un liceu din Victoria (județul Brașov) îi poartă numele, începând cu anul 1994: Liceul Teoretic „Ion Codru Drăgușanu”.
- O stradă din Făgăraș îi poartă numele: str. Ion Codru Drăgușanu.
- O stradă din Cluj-Napoca îi poartă numele: str. Codru Drăgușanu.